# Skalka (ort i Tjeckien, Södra Mähren)
Skalka är en ort i Tjeckien.   Den ligger i regionen Södra Mähren, i den östra delen av landet, 230 km sydost om huvudstaden Prag. Skalka ligger 232 meter över havet och antalet invånare är 191.
Terrängen runt Skalka är platt söderut, men norrut är den kuperad. Runt Skalka är det ganska tätbefolkat, med 111 invånare per kvadratkilometer. Närmaste större samhälle är Uherské Hradiště, 18,8 km öster om Skalka. Trakten runt Skalka består till största delen av jordbruksmark.